# Monohelea guianae
Monohelea guianae är en tvåvingeart som beskrevs av Wirth 1953. Monohelea guianae ingår i släktet Monohelea och familjen svidknott. Inga underarter finns listade i Catalogue of Life.